# Нелюбимая
Нелюбимая (пол. Niekochana) — польский фильм в жанре психологическая драма режиссёра Януша Насфетера 1965 года. Снят по сценарию Адольфа Рудницкого. Считается одной из наиболее успешных работ Януша Насфетера.

## Сюжет
Это история чувств, страсти и любви между еврейкой Ноэми и обычным польским студентом Камилем.

## В ролях
- Эльжбета Чижевская — Ноэми
- Януш Гуттнер — Камиль
- Влодзимеж Боруньский — инженер Слива
- Александра Лещиньска — хозяйка
- Адольф Хроницкий — майор
- Здзислав Лесняк — Атос
- Эдмунд Карасиньский — Гольдфаден
- Станислав Яворский — судебный исполнитель
- Янина Карасиньская — жена судебного исполнителя
- Збигнев Кочанович — инженер
- Ванда Лучицкая — хозяйка комнаты
- Ирена Нетто — наследница
- Януш Страхоцкий — эпизод

и другие